# Tomislav Bošnjak
Tomislav Bošnjak (Petrovaradin, 1951.), politolog, povratnik u Hrvatsku nakon tridesetogodišnjeg iseljeništva (Francuska, Belgija, Australija). Bio je djelatan u brojnim hrvatskim političkim i kulturnim organizacijama. U vrijeme Domovinskog rata obnašao je dužnost savjetnika za Bosnu i Hercegovinu hrvatskoga predsjednika Franje Tuđmana. Bio je veleposlanik u Islamskoj Republici Iranu, Kanadi, Kataru, gdje je bio prvi hrvatski veleposlanik, a od 2017. veleposlanik je u Arapskoj Republici Egiptu. U rujnu 2022. sudjelovao je u diplomatskim nastojanjima oslobađanja Hrvata koji se kao ukrajinski borac našao u ruskom zatočeništvu.